# Saint-Marin aux Jeux olympiques d'été de 1996
Saint-Marin participe aux Jeux olympiques d'été de 1996 à Atlanta du 19 juillet au 4 août 1996. Il s'agit de sa 9e participation à des Jeux olympiques d'été.

## Athlétisme
Manlio Molinari est le seul représentant de Saint-Marin en athlétisme.

## Judo
Loris Mulanori est le seul judoka de Saint-Marin à ces Jeux olympiques.

## Natation
Diego Mularoni est le seul nageur de Saint-Marin à ces Jeux olympiques.

## Tir
Francesco Amici chez les hommes et Nadia Marchi chez les femmes sont les tireurs de Saint-Marin.

## Tir à l'arc
Saint-Marin est représenté par Paolo Tura.

## Voile
Luca Belluzzi participe à la voile olympique.